# Un divorce heureux
Pour plus de détails, voir Fiche technique et Distribution.
Un divorce heureux (titre danois : En lykkelig skilsmisse) est un film franco-danois réalisé par Henning Carlsen, sorti en 1975.

## Synopsis
Alors qu'il chasse un dimanche sur ses terres, Jean-Baptiste, un médecin de province, découvre inanimé François, un jeune homme qui a tenté de se suicider. Avec l'aide d'Antoine, devenu son meilleur ami depuis qu'il a épousé Marguerite, son ex-femme, Jean-Baptiste ramène François chez lui, lui sauve la vie puis parie avec Antoine qu'il va réussir à lui rendre sa joie de vivre.

## Fiche technique
Sauf indication contraire, les informations mentionnées dans cette section peuvent être confirmées par la base de données cinématographiques Unifrance,  présente dans la section « Liens externes ».
- Titre original français : Un divorce heureux
- Titre danois : En lykkelig skilsmisse
- Réalisation : Henning Carlsen, assisté de Jean-Claude Sussfeld
- Scénario : Henning Carlsen et Benny Andersen
- Photographie : Henning Kristiansen
- Montage : Christian Hartkopp
- Musique : Philippe Sarde
- Décors : Claude Pignot
- Production : Mag Bodard et Philippe Dussart
- Pays de production :  Danemark /  France
- Langue originale : français
- Format : couleur par Eastmancolor - Son mono - 35 mm
- Genre : comédie dramatique
- Durée : 102 minutes (1 h 42)
- Dates de sortie :
  - Danemark : 25 avril 1975
  - France : 9 mai 1975 (Festival de Cannes 1975)
- Affiche : René Ferracci (France)

## Distribution
- Jean Rochefort : Jean-Baptiste Morin
- André Dussollier : François Winter
- Daniel Ceccaldi : Antoine
- Bulle Ogier : Marguerite
- Bernadette Lafont : Jacqueline, l'infirmière
- Anne-Lise Gabold : Sylvie Gilbert
- Etienne Bierry : Pierre